# Tujka
Tújka je nepodomačena prevzeta beseda iz tujega jezika, ki ni popolnoma prilagojena jezikovnim zakonitostim slovenščine. Tujke so prevzete besede, ki spadajo med občna imena. Nepodomačena lastna imena imenujemo polcitatne besede, na primer Shakespeare).
Zlasti imenovalniška oblika je tuja, neimenovalniškim oblikam pa običajno dodajajo domače končnice, na primer: jazz - jazza - jazzovski.
Tujke so predvsem:
- strokovni glasbeni izrazi: fortissimo, a cappella ...
- nekateri drugi strokovni izrazi: a la carte, in silico ...
- večina imen vozil: peugeot, clio ...
- občna poimenovanja izdelkov: schweppes, nylon ...

Pogosto rabljene prevzete besede navadno sčasoma prevzamejo domačo obliko ter tako postanejo sposojenke, na primer: džus (juice), kokakola (coca-cola), disko (disco), vigler (wiggler) ...